# Nagy-Britannia a 2011-es úszó-világbajnokságon
Nagy-Britannia a 2011-es úszó-világbajnokságon 63 sportolóval vett részt.

## Érmesek
|    | Nemzet             | Arany | Ezüst | Bronz | Összesen |
| 6. | Egyesült Királyság | 3     | 3     | 0     | 6        |

| Érem      | Név               | Sport          | Esemény                           | Dátum      |
| --------- | ----------------- | -------------- | --------------------------------- | ---------- |
| Aranyérem | Keri-Anne Payne   | Hosszútávúszás | Női 10 kilométeres hosszútávúszás | július 19. |
| Aranyérem | Rebecca Adlington | Úszás          | Női 800 méteres gyorsúszás        | július 30. |
| Aranyérem | Liam Tancock      | Úszás          | Női 50 méteres hátúszás           | július 31. |
| Ezüstérem | Rebecca Adlington | Úszás          | Női 400 méteres gyorsúszás        | július 24. |
| Ezüstérem | Ellen Gandy       | Úszás          | Női 200 méteres pillangóúszás     | július 28. |
| Ezüstérem | Hannah Miley      | Úszás          | Női 400 méteres vegyesúszás       | július 31. |

## Műugrás
Férfi
| Versenyző(k)                        | Esemény                        | Selejtező | Selejtező | Elődöntő          | Elődöntő          | Döntő             | Döntő             |
| Versenyző(k)                        | Esemény                        | Pont      | Helyezés  | Pont              | Helyezés          | Pont              | Helyezés          |
| ----------------------------------- | ------------------------------ | --------- | --------- | ----------------- | ----------------- | ----------------- | ----------------- |
| Jack Laugher                        | Férfi 1 méteres műugrás        | 279,55    | 33        |                   |                   | Nem jutott tovább | Nem jutott tovább |
| Jack Laugher                        | Férfi 3 méteres műugrás        | 4:05,05   | 18 Q      | 436,60            | 11 Q              | 453,50            | 8                 |
| Chris Mears                         | Férfi 1 méteres műugrás        | 361,20    | 14        |                   |                   | Nem jutott tovább | Nem jutott tovább |
| Chris Mears                         | Férfi 3 méteres műugrás        | 371,10    | 30        | Nem jutott tovább | Nem jutott tovább | Nem jutott tovább | Nem jutott tovább |
| Thomas Daley                        | Férfi 10 méteres toronyugrás   | 472,70    | 8 Q       | 467,80            | 6 Q               | 505,10            | 5                 |
| Peter Waterfield                    | Férfi 10 méteres toronyugrás   | 415,15    | 17 Q      | 452,80            | 9 Q               | 4:16,55           | 11                |
| Chris Mears Nicholas Robinson Baker | Férfi 3 méteres szinkronugrás  | 375,66    | 8 Q       |                   |                   | 403,68            | 7                 |
| Thomas Daley Peter Waterfield       | Férfi 10 méteres szinkronugrás | 424,47    | 5 Q       |                   |                   | 407,46            | 6                 |

Női
| Versenyző(k)                    | Esemény                      | Selejtező | Selejtező | Elődöntő          | Elődöntő          | Döntő               | Döntő               |
| Versenyző(k)                    | Esemény                      | Pont      | Helyezés  | Pont              | Helyezés          | Pont                | Helyezés            |
| ------------------------------- | ---------------------------- | --------- | --------- | ----------------- | ----------------- | ------------------- | ------------------- |
| Alicia Blagg                    | Női 1 méteres műugrás        | 212,50    | 30        |                   |                   | Nem jutott tovább   | Nem jutott tovább   |
| Hannah Starling                 | Női 1 méteres műugrás        | 226,40    | 25        |                   |                   | Nem jutott tovább   | Nem jutott tovább   |
| Hannah Starling                 | Női 3 méteres műugrás        | 259,40    | 27        | Nem jutott tovább | Nem jutott tovább | Nem jutott tovább   | Nem jutott tovább   |
| Rebecca Gallantree              | Női 3 méteres műugrás        | 251,45    | 29        | Nem jutott tovább | Nem jutott tovább | Nem jutott tovább   | Nem jutott tovább   |
| Tonia Couch                     | Női 10 méteres toronyugrás   | 317,10    | 9 Q       | 313,35            | 11 Q              | 315,05              | 9                   |
| Jennifer Cowen                  | Női 10 méteres toronyugrás   | 254,70    | 24        | Nem jutott tovább | Nem jutott tovább | Nem jutott tovább   | Nem jutott tovább   |
| Alicia Blagg Rebecca Gallantree | Női 3 méteres szinkronugrás  | 239,40    | 15        |                   |                   | Nem jutottak tovább | Nem jutottak tovább |
| Tonia Couch Sarah Barrow        | Női 10 méteres szinkronugrás | 290,28    | 4 Q       |                   |                   | 314,52              | 4                   |

## Hosszútávúszás
Férfi
| Versenyző          | Esemény                             | Döntő     | Döntő    |
| Versenyző          | Esemény                             | Idő       | Helyezés |
| ------------------ | ----------------------------------- | --------- | -------- |
| Thomas James Allen | Férfi 10 kilométeres hosszútávúszás | 1:55:37,4 | 26       |
| Daniel Fogg        | Férfi 10 kilométeres hosszútávúszás | 1:54:46,9 | 15       |

Női
| Versenyző        | Esemény                           | Döntő     | Döntő     |
| Versenyző        | Esemény                           | Idő       | Helyezés  |
| ---------------- | --------------------------------- | --------- | --------- |
| Cassandra Patten | Női 5 kilométeres hosszútávúszás  | DNF       | DNF       |
| Cassandra Patten | Női 10 kilométeres hosszútávúszás | 2:02:33,6 | 21        |
| Keri-Anne Payne  | Női 10 kilométeres hosszútávúszás | 2:01:58,1 | Aranyérem |

## Úszás
Férfi
| Versenyző(k)                                          | Esemény                            | Selejtező | Selejtező | Elődöntő          | Elődöntő          | Döntő             | Döntő             |
| Versenyző(k)                                          | Esemény                            | Idő       | Helyezés  | Idő               | Helyezés          | Idő               | Helyezés          |
| ----------------------------------------------------- | ---------------------------------- | --------- | --------- | ----------------- | ----------------- | ----------------- | ----------------- |
| Adam Brown                                            | Férfi 50 méteres gyorsúszás        | 22,08     | 4 Q       | 22,21             | 13                | Nem jutott tovább | Nem jutott tovább |
| Adam Brown                                            | Férfi 100 méteres gyorsúszás       | 49,13     | 21        | Nem jutott tovább | Nem jutott tovább | Nem jutott tovább | Nem jutott tovább |
| Simon Burnett                                         | Férfi 50 méteres gyorsúszás        | 22,54     | 23        | Nem jutott tovább | Nem jutott tovább | Nem jutott tovább | Nem jutott tovább |
| Simon Burnett                                         | Férfi 100 méteres gyorsúszás       | 49,25     | 25        | Nem jutott tovább | Nem jutott tovább | Nem jutott tovább | Nem jutott tovább |
| Ross Davenport                                        | Férfi 200 méteres gyorsúszás       | 1:47,59   | 8 Q       | 1:47,76           | 10                | Nem jutott tovább | Nem jutott tovább |
| Robert Renwick                                        | Férfi 200 méteres gyorsúszás       | 1:47,88   | 11 Q      | 1:47,89           | 12                | Nem jutott tovább | Nem jutott tovább |
| Robert Renwick                                        | Férfi 400 méteres gyorsúszás       | 3:49,91   | 18        |                   |                   | Nem jutott tovább | Nem jutott tovább |
| David Carry                                           | Férfi 400 méteres gyorsúszás       | 3:48,89   | 15        |                   |                   | Nem jutott tovább | Nem jutott tovább |
| Daniel Fogg                                           | Férfi 1500 méteres gyorsúszás      | 15:13,39  | 14        |                   |                   | Nem jutott tovább | Nem jutott tovább |
| Liam Tancock                                          | Férfi 50 méteres hátúszás          | 25,26     | 10 Q      | 24,62             | 1 Q               | 24,50             | Aranyérem         |
| Liam Tancock                                          | Férfi 100 méteres hátúszás         | 53,84     | 4 Q       | 53,60             | 7 Q               | 53,25             | 6                 |
| Chris Walker-Hebborn                                  | Férfi 100 méteres hátúszás         | 54,91     | 26        | Nem jutott tovább | Nem jutott tovább | Nem jutott tovább | Nem jutott tovább |
| Chris Walker-Hebborn                                  | Férfi 200 méteres hátúszás         | 1:58,59   | 17        | Nem jutott tovább | Nem jutott tovább | Nem jutott tovább | Nem jutott tovább |
| James Goddard                                         | Férfi 200 méteres hátúszás         | DNS       | DNS       | Nem jutott tovább | Nem jutott tovább | Nem jutott tovább | Nem jutott tovább |
| James Goddard                                         | Férfi 200 méteres vegyesúszás      | 1:59,68   | 11 Q      | 1:58,50           | 6 Q               | 1:57,79           | 4                 |
| Kristopher Gilchrist                                  | Férfi 100 méteres mellúszás        | 1:01,46   | 26        | Nem jutott tovább | Nem jutott tovább | Nem jutott tovább | Nem jutott tovább |
| Michael Jamieson                                      | Férfi 100 méteres mellúszás        | 1:00,79   | 15 Q      | 1:00,93           | 16                | Nem jutott tovább | Nem jutott tovább |
| Michael Jamieson                                      | Férfi 200 méteres mellúszás        | 2:11,06   | 5 Q       | 2:10,54           | 6 Q               | 2:10,67           | 5                 |
| Andrew Willis                                         | Férfi 200 méteres mellúszás        | 2:11,59   | 8 Q       | 2:10,49           | 5 Q               | 2:11,29           | 8                 |
| Antony James                                          | Férfi 50 méteres pillangóúszás     | 23,94     | 15 Q      | 23,74             | 15                | Nem jutott tovább | Nem jutott tovább |
| Antony James                                          | Férfi 100 méteres pillangóúszás    | 52,68     | 19        | Nem jutott tovább | Nem jutott tovább | Nem jutott tovább | Nem jutott tovább |
| Michael Rock                                          | Férfi 200 méteres pillangóúszás    | 1:57,03   | 16 Q      | 1:58,78           | 16                | Nem jutott tovább | Nem jutott tovább |
| Michael Rock                                          | Férfi 100 méteres pillangóúszás    | 53,20     | 25        | Nem jutott tovább | Nem jutott tovább | Nem jutott tovább | Nem jutott tovább |
| Joseph Roebuck                                        | Férfi 200 méteres pillangóúszás    | 1:58,20   | 24        | Nem jutott tovább | Nem jutott tovább | Nem jutott tovább | Nem jutott tovább |
| Joseph Roebuck                                        | Férfi 400 méteres vegyesúszás      | 4:16,95   | 10        |                   |                   | Nem jutott tovább | Nem jutott tovább |
| Yuya Roebuck                                          | Férfi 200 méteres vegyesúszás      | 2:00,42   | 19        | Nem jutott tovább | Nem jutott tovább | Nem jutott tovább | Nem jutott tovább |
| Roberto Pavoni                                        | Férfi 400 méteres vegyesúszás      | 4:16,48   | 8 Q       |                   |                   | 4:19,85           | 8                 |
| Adam Brown Liam Tancock Grant Turner Simon Burnett    | Férfi 4 × 100 méteres gyorsváltó   | 3:15,35   | 8 Q       |                   |                   | 3:15,03           | 8                 |
| Ross Davenport David Carry Jak Scott Robert Renwick   | Férfi 4 × 200 méteres gyorsváltó   | 7:13,15   | 7 Q       |                   |                   | 7:10,84           | 6                 |
| Liam Tancock Michael Jamieson Antony James Adam Brown | Férfi 4 × 100 méteres vegyes váltó | 3:36,19   | 8 Q       |                   |                   | 3:36,58           | 6                 |

Női
| Versenyző(k)                                                                                     | Esemény                          | Selejtező | Selejtező | Elődöntő          | Elődöntő          | Döntő               | Döntő               |
| Versenyző(k)                                                                                     | Esemény                          | Idő       | Helyezés  | Idő               | Helyezés          | Idő                 | Helyezés            |
| ------------------------------------------------------------------------------------------------ | -------------------------------- | --------- | --------- | ----------------- | ----------------- | ------------------- | ------------------- |
| Francesca Halsall                                                                                | Női 50 méteres gyorsúszás        | 25,05     | 7 Q       | 24,80             | 5 Q               | 24,60               | 4                   |
| Francesca Halsall                                                                                | Női 100 méteres gyorsúszás       | 54,38     | 9 Q       | 53,48             | 1 Q               | 53,72               | 4                   |
| Amy Smith                                                                                        | Női 100 méteres gyorsúszás       | 54,93     | 18 Q*     | 55,33             | 16                | Nem jutott tovább   | Nem jutott tovább   |
| Joanne Jackson                                                                                   | Női 200 méteres gyorsúszás       | 1:59,36   | 23        | Nem jutott tovább | Nem jutott tovább | Nem jutott tovább   | Nem jutott tovább   |
| Rebecca Adlington                                                                                | Női 200 méteres gyorsúszás       | 1:59,40   | 24        | Nem jutott tovább | Nem jutott tovább | Nem jutott tovább   | Nem jutott tovább   |
| Rebecca Adlington                                                                                | Női 400 méteres gyorsúszás       | 4:07,38   | 7 Q       |                   |                   | 4:04,01             | Ezüstérem           |
| Rebecca Adlington                                                                                | Női 800 méteres gyorsúszás       | 8:22,27   | 1 Q       |                   |                   | 8:17,51             | Aranyérem           |
| Jazmin Carlin                                                                                    | Női 400 méteres gyorsúszás       | 4:09,64   | 15        |                   |                   | Nem jutott tovább   | Nem jutott tovább   |
| Jazmin Carlin                                                                                    | Női 800 méteres gyorsúszás       | 8:34,33   | 16        |                   |                   | Nem jutott tovább   | Nem jutott tovább   |
| Keri-Anne Payne                                                                                  | Női 1500 méteres gyorsúszás      | 16:23:11  | 12        |                   |                   | Nem jutott tovább   | Nem jutott tovább   |
| Georgia Davies                                                                                   | Női 50 méteres hátúszás          | 28,39     | 8 Q       | 28,26             | 10                | Nem jutott tovább   | Nem jutott tovább   |
| Gemma Spofforth                                                                                  | Női 50 méteres hátúszás          | 28,79     | 15 Q      | 28,75             | 13                | Nem jutott tovább   | Nem jutott tovább   |
| Gemma Spofforth                                                                                  | Női 100 méteres hátúszás         | 1:01,89   | 23        | Nem jutott tovább | Nem jutott tovább | Nem jutott tovább   | Nem jutott tovább   |
| Elizabeth Simmonds                                                                               | Női 100 méteres hátúszás         | 1:00,38   | 8 Q       | 59,80             | 7 Q               | 59,89               | 7                   |
| Elizabeth Simmonds                                                                               | Női 200 méteres hátúszás         | 2:10,02   | 10 Q      | 2:08,79           | 8 Q               | 2:08,76             | 7                   |
| Stephanie Proud                                                                                  | Női 200 méteres hátúszás         | 2:10,65   | 15 Q      | 2:10,57           | 13                | Nem jutott tovább   | Nem jutott tovább   |
| Stephanie Proud                                                                                  | Női 400 méteres vegyesúszás      | 4:48,31   | 24        |                   |                   | Nem jutott tovább   | Nem jutott tovább   |
| Kate Haywood                                                                                     | Női 50 méteres mellúszás         | 31,30     | 8 Q       | 31,43             | 9                 | Nem jutott tovább   | Nem jutott tovább   |
| Stacey Tadd                                                                                      | Női 100 méteres mellúszás        | 1:09,08   | 18        | Nem jutott tovább | Nem jutott tovább | Nem jutott tovább   | Nem jutott tovább   |
| Stacey Tadd                                                                                      | Női 200 méteres mellúszás        | 2:27,88   | 16        | 2:26,73           | 14                | Nem jutott tovább   | Nem jutott tovább   |
| Molly Renshaw                                                                                    | Női 200 méteres mellúszás        | 2:28,35   | 20        | Nem jutott tovább | Nem jutott tovább | Nem jutott tovább   | Nem jutott tovább   |
| Ellen Gandy                                                                                      | Női 50 méteres pillangóúszás     | 27,01     | 21        | Nem jutott tovább | Nem jutott tovább | Nem jutott tovább   | Nem jutott tovább   |
| Ellen Gandy                                                                                      | Női 100 méteres pillangóúszás    | 58,32     | 7 Q       | 57,97             | 8 Q               | 57,55               | 5                   |
| Ellen Gandy                                                                                      | Női 200 méteres pillangóúszás    | 2:08,14   | 4 Q       | 2:06,73           | 4 Q               | 2:05,59             | Ezüstérem           |
| Jemma Lowe                                                                                       | Női 100 méteres pillangóúszás    | 57,81     | 3 Q       | 57,57             | 5 Q               | 57,96               | 8                   |
| Jemma Lowe                                                                                       | Női 200 méteres pillangóúszás    | 2:08,67   | 11 Q      | 2:06,30           | 1 Q               | 2:06,64             | 7                   |
| Hannah Miley                                                                                     | Női 200 méteres vegyesúszás      | 2:11,95   | 7 Q       | 2:10,95           | 5 Q               | 2:11,36             | 7                   |
| Hannah Miley                                                                                     | Női 400 méteres vegyesúszás      | 4:37,39   | 6 Q       |                   |                   | 4:34,22             | Ezüstérem           |
| Siobhan-Marie O'Connor                                                                           | Női 200 méteres vegyesúszás      | 2:14,30   | 15 Q      | 2:13,26           | 13                | Nem jutott tovább   | Nem jutott tovább   |
| Amy Smith Francesca Halsall Caitlin McClatchey Rebecca Turner                                    | Női 4 × 100 méteres gyorsváltó   | 3:39,74   | 9         |                   |                   | Nem jutottak tovább | Nem jutottak tovább |
| Joanne Jackson Rebecca Turner Hannah Miley Caitlin McClatchey                                    | Női 4 × 200 méteres gyorsváltó   | 7:55,65   | 4 Q       |                   |                   | 7:53,51             | 6                   |
| Georgia Davies Stacey Tadd Ellen Gandy Francesca Halsall Kate Haywood** Jemma Lowe** Amy Smith** | Női 4 × 100 méteres vegyes váltó | 3:59,65   | 5 Q       |                   |                   | 4:01,09             | 6                   |

- *Egy másik úszó visszalépett, ezért tovább jutott
- ** Csak a selejtezőkben úsztak

## Szinkronúszás
Női
| Versenyző(k) | Esemény               | Selejtező | Selejtező | Döntő  | Döntő    |
| Versenyző(k) | Esemény               | Pont      | Helyezés  | Pont   | Helyezés |
| --- | --------------------- | --------- | --------- | ------ | -------- |
| Jenna Randall | Egyéni rövid program  | 89,100    | 8 Q       | 89,000 | 8        |
| Jenna Randall | Egyéni szabad program | 88,240    | 9 Q       | 88,880 | 8        |
| Olivia Allison Jenna Randall | Páros rövid program   | 87,800    | 10 Q      | 87,300 | 10       |
| Olivia Allison Jenna Randall | Páros szabad program  | 88,520    | 9 Q       | 88,460 | 8        |
| Olivia Allison Katie Clark Katrina Dawkins Jennifer Knobbs Victoria Lucass Asha Rendall Jenna Randall Katherine Skelton                          | Csapat rövid program  | 87,400    | 10 Q      | 87,600 | 10       |
| Katie Clark Katrina Dawkins Jennifer Knobbs Victoria Lucass Asha Randall Katherine Skelton Lauren Smith Anya Tarasiuk                            | Csapat szabad program | 87,909    | 10 Q      | 87,280 | 9        |
| Olivia Allison Yvette Baker Katie Clark Katrina Dawkins Jennifer Knobbs Victoria Lucass Asha Randall Jenna Randall Kathrine Skelton Lauren Smith | Kombinációs kűr       | 87,310    | 7 Q       | 87,760 | 7        |